# Emathis
Genre
Emathis est un genre d'araignées aranéomorphes de la famille des Salticidae.

## Distribution
Les espèces de ce genre se rencontrent en Asie du Sud-Est.

## Liste des espèces
Selon World Spider Catalog (version 18.0, 31/03/2017) :
- Emathis armillata (Peckham & Peckham, 1907)
- Emathis astorgasensis Barrion & Litsinger, 1995
- Emathis coprea (Thorell, 1890)
- Emathis gombak Zhang & Maddison, 2012
- Emathis makilingensis Barrion & Litsinger, 1995
- Emathis sobara (Thorell, 1890)
- Emathis sumatrana Prószyński & Deeleman-Reinhold, 2012
- Emathis weyersi Simon, 1899

## Publication originale
- Simon, 1899 : « Contribution à la faune de Sumatra. Arachnides recueillis par M. J. L. Weyers, à Sumatra. (Deuxième mémoire). » Annales de la Société entomologique de Belgique, vol. 43, p. 78-125 (texte intégral).